# Laniscourt
Laniscourt é uma comuna francesa na região administrativa de Altos da França, no departamento de Aisne. Estende-se por uma área de 3 km². Em 2010 a comuna tinha 199 habitantes (densidade: 66,3 hab./km²).